# Gun-Yus översvämningsmyt
Gun-Yus översvämningsmyt (鲧禹治水; 鯀禹治水; Gǔn Yǔ zhìshuǐ) eller Yu den store besegrar syndafloden (大禹治水; Dà Yǔ zhìshuǐ) är en myt beskriven i kinesisk mytologi om en stor översvämning, och om hur Gun  och hans son Yu den store försökte bekämpa syndafloden. Det finns vetenskapliga belägg som ger stöd för att en stor översvämning har inträffat vid tiden för berättelserna om Yu den store.

## Myten
I myten hotas världen av en stor syndaflod. Gun försökte stoppa översvämningen genom att stjäla den mytologiska jorden xirang från gudarna. Xirang hade förmågan att växa obegränsat. Gun använde xirang för att bygga fördämningar mot översvämningen. För att straffa Gun för stölden beordrades Zhurong av den högsta guden att avrätta Gun vid Fjäderbergen. Ut ur Guns kropp föddes Yu den store.
Yu den store fortsatte att bekämpa översvämningarna. Han fördjupade sjöar, muddrade floder och grävde kanaler, diken och dammar. Under arbetet fick Yu hjälp av en drake och en svart sköldpadda. Enligt verket shizi (尸子) fick Yu Flodkartan av flodguden Heng Bo som var ett underlag för byggnationerna av kanalerna. Yu kontrollerade och tämjde vattnet, och gjorde världen beboelig igen. Det tog Yu tretton år att besegra syndafloden. För sina bedrifter gav den gudomliga kejsaren Shun makten till Yu den store att styra världen. Därefter grundade han Xiadynastin. Yus son Qi blev dynastins första regent. Det finns många olika varianter av myten som beskriver olika skeden och aspekter kring hur Yu den store kontrollerade vattnet.
En annan del av myten beskriver att Yu den store under kampen mot syndafloden tog skepnaden av en björn. När hans gravida fru såg honom som björn sprang hon iväg och förvandlades till en sten. När Yu den store skrek till stenen att han ville ha tillbaka sin son öppnade sig stenen, och ut kom Qi. Qi (启; 啟; qǐ) betyder bokstavligen 'öppna sig'.

## Vetenskapliga belägg
Det finns arkeologiska, geologiska, antropologiska och seismologiska belägg för att översvämningen i myten var översvämningen vid Jishiravinen, vilket ger stöd för att myten är baserad på verkliga händelser.
Vid den arkeologiska lokalen Lajia (vid Minhe, ca 100 km väster om Lanzhou nära gränsen mellan Gansu och Qinghai) har man hittat bevis för en jordbävning ungefär år 1920 f.Kr. som ledde till en stor översvämning av Gula floden som inträffade på grund av att floden blockerats vid ravinen Jishi Gorge 25 km väster om Lajla. Ett skred skapade en massiv jorddamm, ca  400 m hög, som skar av floden i flera månader. När dammen slutligen brast följde en massiv översvämning över landskapet. Denna översvämning tros kunna vara den syndaflod som nämns i de historiska texterna, och skulle i så fall datera starten av Xiadynastin.